# Ian McCall
Pour les articles homonymes, voir McCall.
Ian McCall, né le 5 juillet 1984 à Costa Mesa en Californie, est un pratiquant américain d'arts martiaux mixtes (MMA). Il combat actuellement à l'Ultimate Fighting Championship dans la catégorie des poids mouches.

## Distinctions
- Ultimate Fighting Championship
  - Combat de la soirée (deux fois)
- Tachi Palace Fights
  - Champion poids mouches du TPF

## Palmarès en arts martiaux mixtes
| 19 combats     | 13 victoires | 5 défaites |
| Par KO         | 4            | 0          |
| Par soumission | 3            | 1          |
| Sur décision   | 6            | 4          |
| Égalités       | 1            | 1          |

| Résultat | Record | Adversaire         | Méthode                                 | Événement                                | Date             | Round | Temps | Lieu                                      | Notes                                       |
| -------- | ------ | ------------------ | --------------------------------------- | ---------------------------------------- | ---------------- | ----- | ----- | ----------------------------------------- | ------------------------------------------- |
| Défaite  | 13-5-1 | John Lineker       | Décision unanime                        | UFC 183: Silva vs. Diaz                  | 31 janvier 2015  | 3     | 5:00  | Las Vegas, Nevada, États-Unis             |                                             |
| Victoire | 13-4-1 | Brad Pickett       | Décision unanime                        | UFC Fight Night: McGregor vs. Brandão    | 19 juillet 2014  | 3     | 5:00  | Dublin, Irlande                           |                                             |
| Victoire | 12-4-1 | Iliarde Santos     | Décision unanime                        | UFC 163: Aldo vs. Korean Zombie          | 3 août 2013      | 3     | 5:00  | Rio de Janeiro, Brésil                    | Combat de la soirée.                        |
| Défaite  | 11-4-1 | Joseph Benavidez   | Décision unanime                        | UFC 156: Aldo vs. Edgar                  | 2 février 2013   | 3     | 5:00  | Las Vegas, Nevada, États-Unis             |                                             |
| Défaite  | 11-3-1 | Demetrious Johnson | Décision unanime                        | UFC on FX: Johnson vs. McCall            | 8 juin 2012      | 3     | 5:00  | Sunrise, Floride, États-Unis              | Demi-finale du tournoi des poids mouches.   |
| Égalité  | 11-2-1 | Demetrious Johnson | Égalité                                 | UFC on FX: Alves vs. Kampmann            | 3 mars 2012      | 3     | 5:00  | Sydney, Australie                         | Demi-finale du tournoi des poids mouches.   |
| Victoire | 11-2   | Darrell Montague   | Submission (étranglement arrière)       | Tachi Palace Fights 10                   | 5 août 2011      | 3     | 2:15  | Lemoore, Californie, États-Unis           | Remporte le titre des poids mouches du TPF. |
| Victoire | 10-2   | Dustin Ortiz       | Décision unanime                        | Tachi Palace Fights 9                    | 6 mai 2011       | 3     | 5:00  | Lemoore, Californie, États-Unis           |                                             |
| Victoire | 9-2    | Jussier Formiga    | Décision unanime                        | Tachi Palace Fights 8                    | 18 février 2011  | 3     | 5:00  | Lemoore, Californie, États-Unis           | Début en poids mouches.                     |
| Victoire | 8-2    | Jeff Willingham    | Soumission (étranglement en triangle)   | MEZ Sports: Pandemonium 3                | 19 novembre 2010 | 1     | 2:17  | Los Angeles, Californie, États-Unis       |                                             |
| Défaite  | 7-2    | Dominick Cruz      | Décision unanime                        | WEC 38: Varner vs. Cerrone               | 25 janvier 2009  | 3     | 5:00  | San Diego, Californie, États-Unis         |                                             |
| Victoire | 7-1    | Kevin Dunsmoor     | Décision unanime                        | Total Combat 32                          | 9 août 2009      | 3     | 5:00  | El Cajon, Californie, États-Unis          |                                             |
| Défaite  | 6-1    | Charlie Valencia   | Soumission (étranglement en guillotine) | WEC 31: Faber vs. Curran                 | 12 décembre 2007 | 1     | 3:19  | Las Vegas, Nevada, États-Unis             |                                             |
| Victoire | 6-0    | Coty Wheeler       | TKO (coups de poing)                    | WEC 30: McCullough vs. Crunkilton        | 5 septembre 2007 | 3     | 4:34  | Las Vegas, Nevada, États-Unis             |                                             |
| Victoire | 5-0    | Rick McCorkell     | KO (coup de poing)                      | Battle in the Ballroom: Summer Fist 2007 | 28 juin 2007     | 1     | 0:13  | Costa Mesa, Californie, États-Unis        |                                             |
| Victoire | 4-0    | Chris David        | Décision unanime                        | Total Combat 15                          | 15 juillet 2006  | 3     | 5:00  | San Diego, Californie, États-Unis         |                                             |
| Victoire | 3-0    | Musa Toliver       | TKO (arrêt du coin)                     | WFC: Rumble at the Ramada                | 8 décembre 2005  | 2     | 5:00  | Norwalk, Californie, États-Unis           |                                             |
| Victoire | 2-0    | Chris Acevedo      | TKO (arrêt du coin)                     | Crown Fighting Championship 1            | 4 septembre 2004 | 1     | 5:00  | Rosarito Beach, Basse-Californie, Mexique |                                             |
| Victoire | 1-0    | Jerry Samson       | Soumission (rear-naked choke)           | Warriors Quest 6: Best of the Best       | 3 août 2002      | 2     | 2:32  | Honolulu, Hawaï, États-Unis               |                                             |